# Topu Barman
Topu Barman là một cầu thủ bóng đá người Bangladesh thi đấu ở vị trí hậu vệ. Hiện tại anh thi đấu cho Saif Sporting Club và Đội tuyển bóng đá quốc gia Bangladesh.

## Bàn thắng quốc tế

### Đội tuyển quốc gia
| #  | Ngày                 | Địa điểm                                                        | Đối thủ     | Tỉ số | Kết quả | Giải đấu                        |
| -- | -------------------- | --------------------------------------------------------------- | ----------- | ----- | ------- | ------------------------------- |
| 1. | 28 tháng 12 năm 2015 | Sân vận động Quốc tế Trivandrum, Thiruvananthapuram, Bangladesh | Bhutan      | 1–0   | 3–0     | Giải vô địch bóng đá Nam Á 2015 |
| 2. | 4 tháng 9 năm 2018   | Sân vận động Quốc gia Bangabandhu, Dhaka, Bangladesh            | Bhutan      | 1–0   | 2–0     | Giải vô địch bóng đá Nam Á 2018 |
| 3. | 6 tháng 9 năm 2018   | Sân vận động Quốc gia Bangabandhu, Dhaka, Bangladesh            | Pakistan    | 1–0   | 1–0     | Giải vô địch bóng đá Nam Á 2018 |
| 4. | 4 tháng 6 năm 2021   | Sân vận động Jassim Bin Hamad, Doha, Qatar                      | Afghanistan | 1–2   | 1–2     | Vòng loại World Cup 2022        |